# Europäischer Filmpreis/Bestes Maskenbild
Gewinner und Nominierte des Europäischen Filmpreises für das Beste Maskenbild (European Make-Up & Hair) seit Einführung der Kategorie im Jahr 2016. Die Auszeichnung wird zusammen mit weiteren Preisen durch eine Expertenjury als „Exellence Award“ vergeben, ohne Bekanntgabe von Nominierungen.
| Jahr | Preisträger/-in                                                        | Filmtitel                                                    |
| 2016 | Barbara Kreuzer                                                        | Unter dem Sand – Das Versprechen der Freiheit (Under Sandet) |
| 2017 | Leendert van Nimwegen                                                  | Brimstone                                                    |
| 2018 | Dalia Colli, Lorenzo Tamburini, Daniela Tartari                        | Dogman                                                       |
| 2019 | Nadia Stacey                                                           | The Favourite – Intrigen und Irrsinn (The Favourite)         |
| 2020 | Yolanda Piña, Felix Terrero, Nacho Diaz                                | Der endlose Graben (La trinchera infinita)                   |
| 2021 | Flore Masson, Olivier Afonso, Antoine Mancini                          | Titane                                                       |
| 2022 | Heike Merker                                                           | Im Westen nichts Neues                                       |
| 2023 | Ana López-Puigcerver, Belén López-Puigcerver, David Martí, Montse Ribé | Die Schneegesellschaft (La sociedad de la nieve)             |
| 2024 | Evalotte Oosterop                                                      | When The Light Breaks (Ljósbrot)                             |